# 百变王牌
百变王牌（Wild Cards）是由超过40名作家创作的美国科幻超级英雄小说系列名称。小说自1987年由Bantam Books公司出版发行。系列由乔治·R·R·马丁主编，梅林达·M·斯诺格拉斯（Melinda M. Snodgrass）合作编辑。
第一部作品《百变王牌》于1987年1月由Bantam Books公司出版发行，截至2018年10月，已有四家出版商发行了27本图书。该系列还被改编成漫画（comic books）、绘画小说（graphic novels）和角色扮演游戏。

## 故事简介
故事设定在二战后的美国的架空历史，主要讲述感染了Wild Cards病毒的人类，这种来自外星的病毒可以重写 DNA 并使幸存者发生变异。根据变异者的不同，被称为Jokers、Aces、Deuces。

## 系列目录

### Bantam Books (1987年–1993年)
- 1987年 百变王牌（Wild Cards）
- 1987年 王牌云巅（Aces High）
- 1987年 疯狂鬼牌（Jokers Wild）
- 1988年 王牌旅途（Aces Abroad）
- 1988年 深入污秽（Down and Dirty）
- 1990年 最后王牌（Ace in the Hole）
- 1990 Dead Man's Hand
- 1991 One-Eyed Jacks
- 1991 Jokertown Shuffle
- 1992 Double Solitaire (novel by Snodgrass)
- 1992 Dealer's Choice
- 1993 Turn of the Cards (novel by Milan)

### Baen Books (1993年–1995年)
- 1993 Card Sharks
- 1994 Marked Cards
- 1995 Black Trump

### ibooks Inc. (2002年–2006年)
- 2002 Deuces Down
- 2006 Death Draws Five (novel by Miller)

### Tor Books (2008年 – 至今)
- 2008 Inside Straight
- 2008 Busted Flush
- 2009 Suicide Kings
- 2011 Fort Freak
- 2014 Lowball
- 2016 High Stakes
- 2017 Mississippi Roll
- 2018 Low Chicago
- 2018 Texas Hold 'Em
- 2019 Knaves Over Queens

## 流行文化

### 电视剧
2018年11月，环球有线制作公司宣布将于Hulu合作开发小说的电视剧版本。